# Otto Leßmann

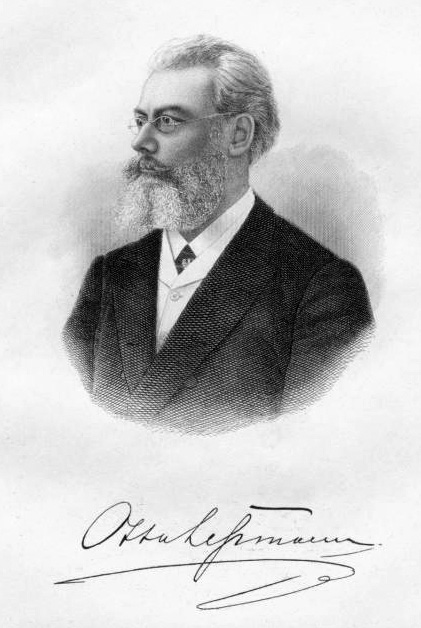
Otto Leßmann, Foto von August Weger

Otto Leßmann (* 30. Januar 1844 in Rüdersdorf bei Berlin; † 27. April 1918 in Jena) war ein deutscher Komponist und Musikkritiker.

## Leben und Werk
Bereits als Schüler erhielt Leßmann in Magdeburg seinen ersten musikalischen Unterricht (Orgelspiel und Komposition) durch August Gottfried Ritter. Gefördert durch seinen Lehrer, kam Leßmann 1862 mit 18 Jahren nach Berlin und wurde Schüler von Hans von Bülow (Klavier) und Friedrich Kiel (Komposition).
Otto Leßmann wirkte ab 1864 zunächst zwei Jahre als Hauslehrer des Grafen Brühl zu Pförten. Er wurde dann ab 1866 Lehrer am Sternschen Konservatorium in Berlin und von 1867 bis 1871 an Carl Tausigs Schule für das höhere Klavierspiel. Kurze Zeit später wurde er Inhaber einer eigenen Klavierschule in Berlin.
Als Kaiserin Augusta nach dem Krieg 1870/71 die Kaiserin-Augusta-Stiftung zur Erziehung von Töchtern gefallener Offiziere gründete, wurde Leßmann auf ihren Wunsch dort in Potsdam mit der Organisation des Musikunterrichts betraut. Leßmann kam diesen Aufgaben bis fast an sein Lebensende nach. Seit der Gründung des Klindworth-Scharwenka Konservatorium Berlin im Jahre 1881 wirkte er lange Zeit als Dozent für Musikwissenschaft, außerdem oblag ihm die Leitung der Klavierklassen.
Ab 1881 leitete Leßmann die Allgemeine deutsche Musikzeitung, der er auch nach 1885, nach deren Umstrukturierung zur Allgemeinen Musikzeitung als Chefredakteur vorstand. Neben zahlreichen kritischen Artikel, Essays u. a. Beiträgen für seine eigene Zeitung, schrieb Leßmann auch regelmäßig Beiträge für andere Musikzeitschriften.
Neben seinen Kompositionen für Klavier und Orgel machte sich Leßmann auch mit seinen Liedern, oft Vertonungen von Gedichten – Julius Wolff, Rudolf Baumbach und andere – einen Namen.
1917 siedelte Leßmann nach Weimar über. Im Alter von 74 Jahren starb er am 27. April 1918 in Jena.